# Montego Bay Sports Complex
Montego Bay Sports Complex – stadion piłkarski znajdujący się w mieście Montego Bay na Jamajce. Posiada nawierzchnię trawiastą. Może pomieścić 9000 osób. Swoje mecze rozgrywa na nim klub Montego Bay United F.C..